# Guantánamo (základna)
Námořní základna v zátoce Guantánamo (anglicky Guantanamo Bay Naval Base; kódové označení: GTMO) je vojenská základna rozprostírající se na 120 km² země a vody v zátoce Guantánamo na Kubě. Oblast byla v roce 1903 pronajata USA, jako uhelná a námořní základna za poplatek 2000 zlatých (4085 USD). Jde tak o nejstarší základnu amerického námořnictva v zahraničí. Od kubánské revoluce v roce 1959 kubánská vláda soustavně protestuje proti americké přítomnosti na kubánské půdě, kterou považuje za porušení mezinárodního práva. V roce 2013 kubánský ministr zahraničí požadoval návrat základny, protože jde o „usurpované území“, které kubánská vláda považuje za okupované od americké invaze na Kubu během španělsko-americké války v roce 1898.
V roce 2002 bylo na námořní základně zřízeno vojenské vězení pro „ilegální bojovníky“ zajaté v Iráku, Afghánistánu a na dalších místech v rámci války proti terorismu.

## Historie

### Kubánská válka za nezávislost a americká okupace

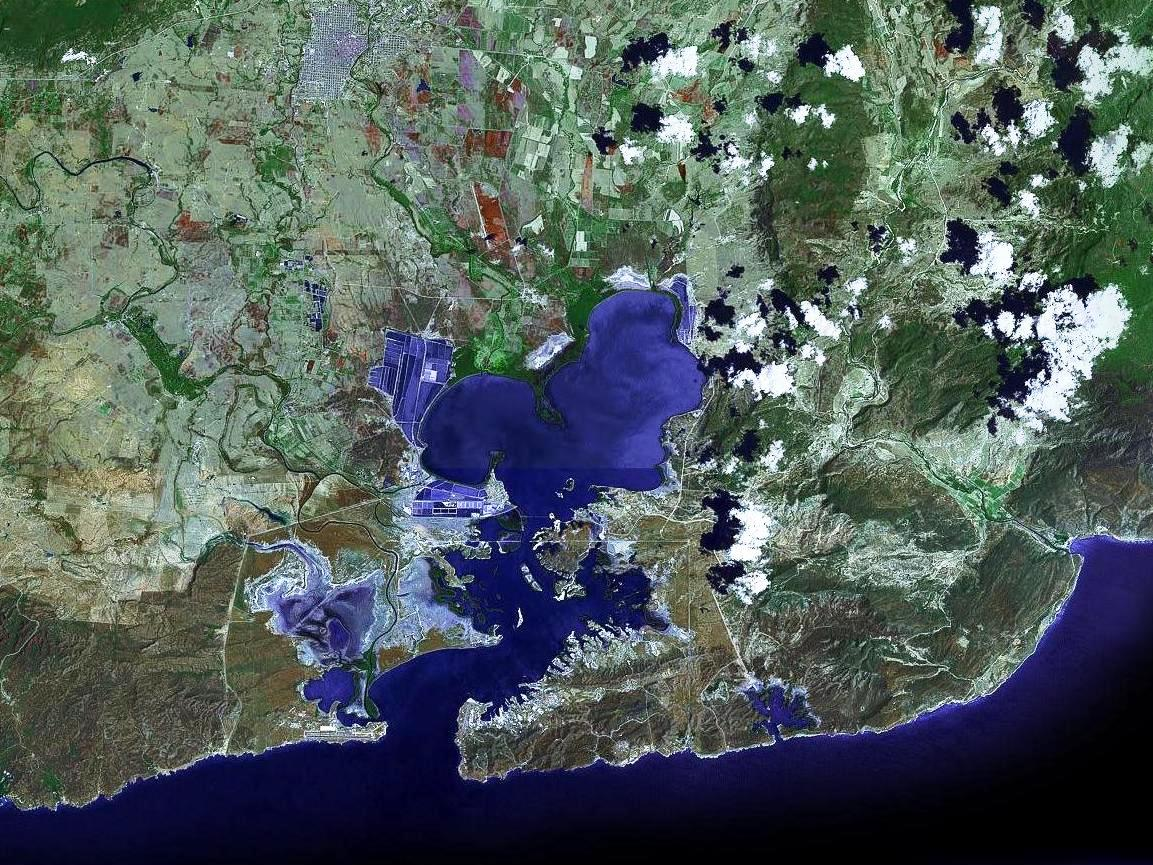
Poloha základny – ze satelitu

Boj Kubánců za nezávislost na španělské koloniální nadvládě začal později než v ostatních latinskoamerických zemích. První propukla tzv. „malá válka“, řízená Revoluční stranou Kuby, kterou založil José Martí. Povstání začalo v provinciích Oriente a Camaguey a rychle se šířilo do dalších provincií. Na Kubě se vylodili generálové Antonio Maceo a Máximo Gomez spolu s José Martím.
USA vývoj situace na Kubě velmi pozorně sledovaly. Od počátku 19. století počítaly se začleněním Kuby do svazku Spojených států amerických. V roce 1823, těsně před vyhlášením Monroeovy doktríny, která v podstatě proklamuje ideu Amerika Američanům, přišel tehdejší státní tajemník John Quincy Adams s doktrínou tzv. „politiky uzrálého plodu“, podle které, dříve či později, z důvodů geografického sousedství a rychlého rozvoje amerického hospodářství, Kuba spadne jako zralý plod do klína Spojeným státům. Faktem je, že v roce 1884 vyvezla Kuba do USA desetkrát více zboží než do Španělska a že tam vyvážela 94 % své produkce cukru. Americké investice na Kubě představovaly na svou dobu obrovskou částku 52 milionů zlatých dolarů.
V roce 1898 se Spojené státy rozhodly do konfliktu zasáhnout. V dubnu 1898 schválily poslanecká sněmovna a senát společnou rezoluci, která zmocnila prezidenta k intervenci na Kubě. Odstavec 4 této rezoluce říká, že po pacifikaci ostrova USA předají vládu a dominium nad Kubou jejímu lidu. V polovině roku došlo k vylodění americké námořní pěchoty právě v zátoce Guantanámo v blízkosti města Santiago de Cuba, tehdy nejsilnější vojenské pevnosti ostrova. Po porážce španělské flotily vstoupili za vydatné pomoci kubánských povstalců intervenční oddíly do města. Následovala rychlá okupace ostrova, které nikde nebyl kladen odpor. 10. prosince 1898 ukončil válku podpis Pařížské mírové smlouvy. Na základě této dohody získaly Spojené státy území Portorika a Filipín a převzaly ochranu nad Kubou.

### Plattův dodatek k ústavě

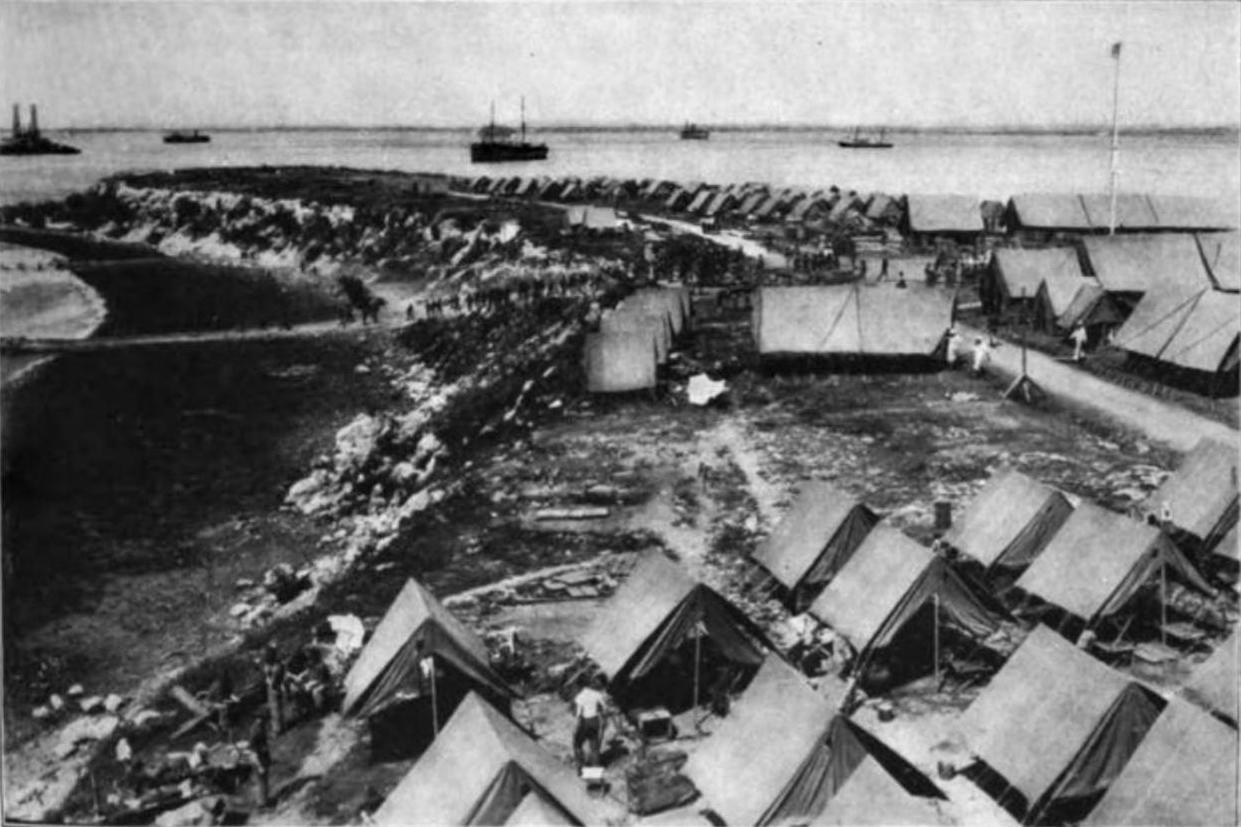
Základna na fotografii z roku 1916. V pozadí je vidět americká bitevní loď

V roce 1900 proběhly na Kubě pod dozorem amerických vojsk volby do Ústavodárného shromáždění, které mělo vypracovat ústavu a vyjádřit názor, jak mají být upraveny vztahy mezi Kubou a USA. Na první schůzi tlumočil vojenský guvernér Leonard Wood zvoleným delegátům požadavek vlády Spojených států amerických, aby text ústavy nebo dodatek k ní obsahoval tyto body:
1. Kuba musí žádat o souhlas USA v otázkách dohod s cizími mocnostmi, při jednáních o veřejném dluhu.
2. Uzná právo USA intervenovat za účelem ochrany Kuby a stability její vlády
3. Uzná platnost všech aktů okupační správy
4. Poskytne části svého území ke zřízení uhelných a námořních stanic za účelem plnění předchozích závazků a zajištění vlastní ochrany.

Ústavodárné shromáždění odmítlo tyto požadavky, které znamenají omezení státní suverenity, přijmout. Americký senát a sněmovna reprezentantů potom schválily tzv. Plattův dodatek k zákonu o financování americké okupační armády, jehož obsahem jsou právě zmíněné požadavky. Prezident William McKinley zákon podepsal. Guvernér Wood pak oficiálně sdělil předsedovi Ústavodárného shromáždění, že prezident McKinley byl autorizován senátem a sněmovnou, aby přenechal vládu a kontrolu nad Kubou jejímu lidu hned poté, co bude na ostrově ustavena vláda opírající se o ústavu, ve které budou vzájemné vztahy s USA upraveny dle Plattova dodatku. Jinými slovy, jestliže dodatek bude odmítnut, prodlouží se okupace až do doby, kdy jej nějaký nový orgán schválí.
Pod tímto nátlakem byl v červnu 1901 připojen Plattův dodatek ke kubánské ústavě, schválené 21. února.

### Pronájem Guantanama

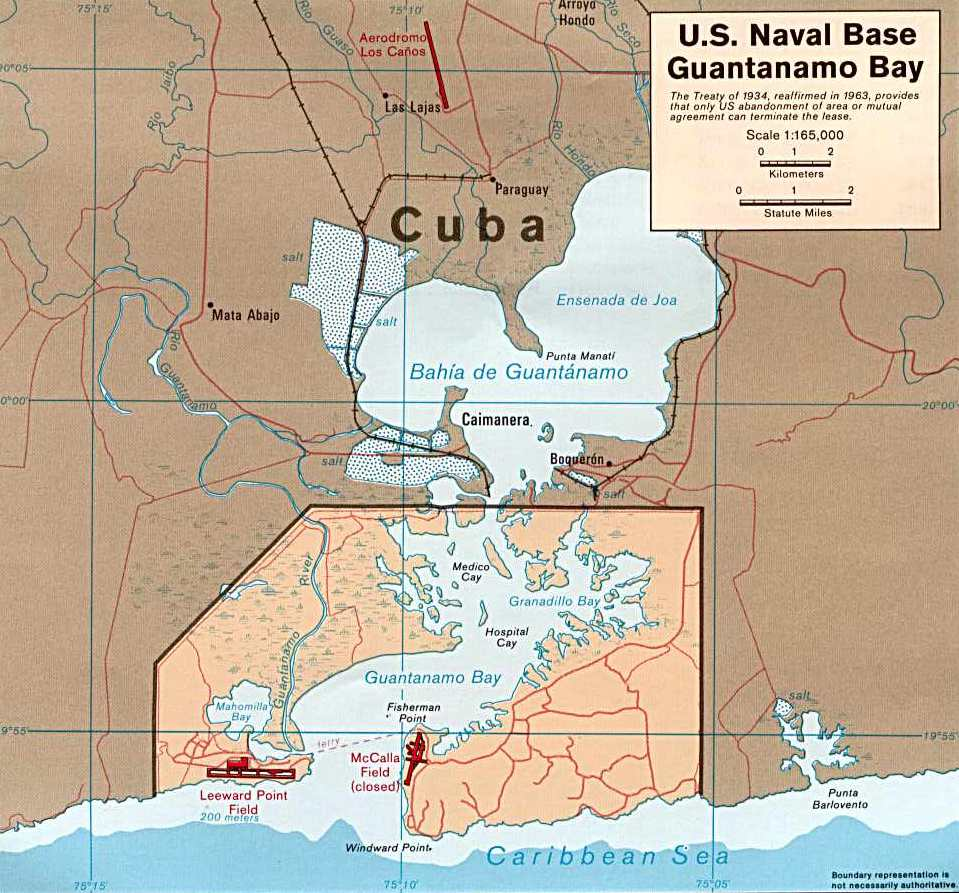
Mapa základny

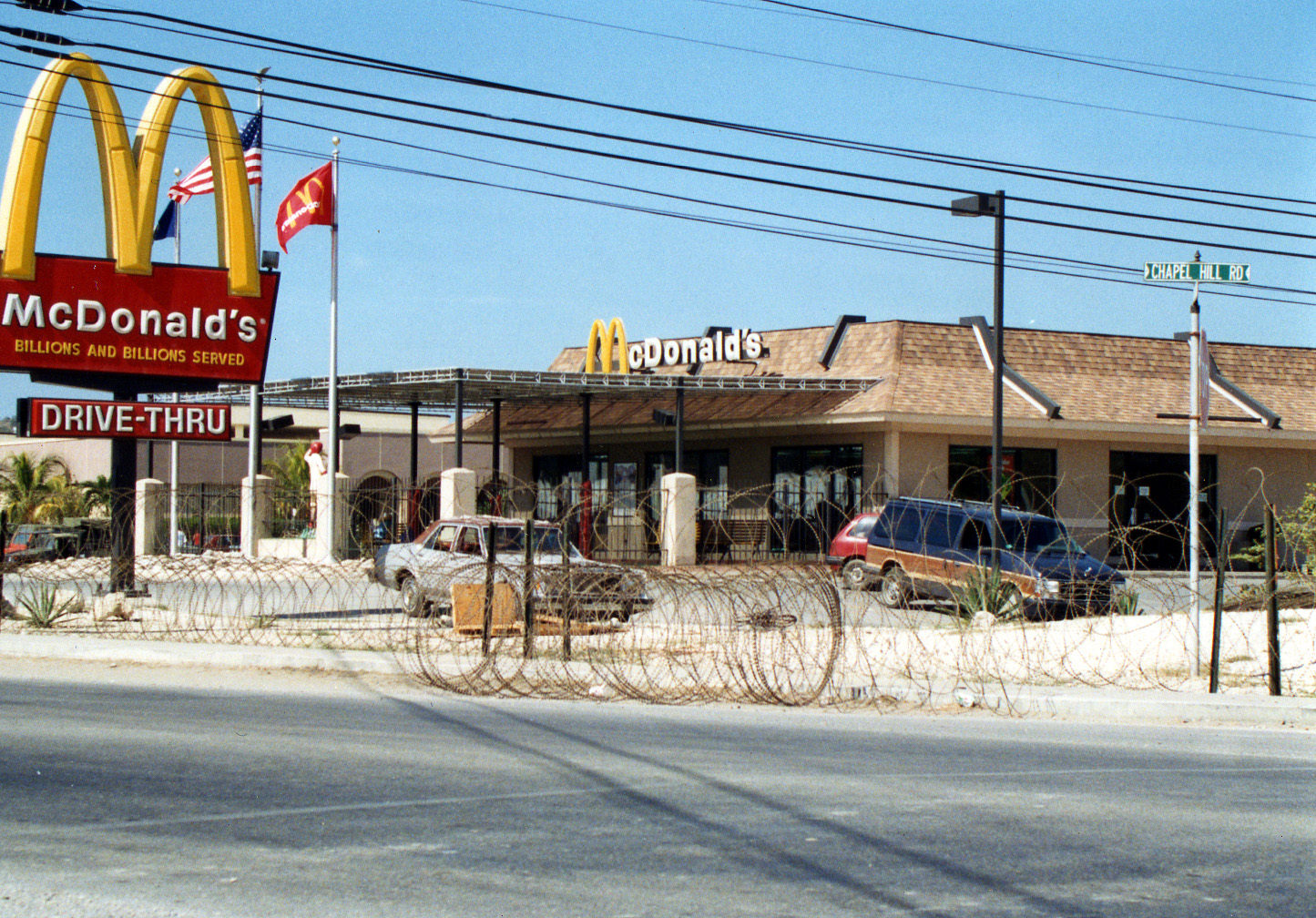
Na základně nechybí ani McDonald's

V červenci 1903 byla mezi Kubou a USA podepsána dohoda, upravující pronájem námořních a uhelných stanic v Guantanámo a Bahía Honda. Tato dohoda neobsahuje přesný termín pro ukončení své platnosti. V článku I. se Spojené státy pouze zavazují platit Kubě roční nájem dva tisíce pesos ve zlatých mincích „po celou dobu, po kterou by okupovaly a používaly zmíněné rozlohy území z titulu dohody“. Prakticky tedy šlo o smlouvu na věčné časy.
V roce 1934 vyhlásil americký prezident Franklin Roosevelt takzvanou doktrínu „dobrého sousedství“ ve vztahu k zemím Latinské Ameriky. V souvislosti s ní byla v květnu téhož roku mezi Kubou a Spojenými státy podepsána Smlouva o vzájemných vztazích, která obsahuje i ustanovení týkající se pronájmu základen. Spojené státy vrátily Kubě přístav Bahía Honda a prosadily za to rozšíření základny Guantanámo o 10 km² na dnešních 117,6 km². V preambuli nové smlouvy se prohlašuje, že jejím smyslem je „posílení přátelských vztahů mezi oběma národy“. Obě strany zároveň potvrdily platnost smlouvy z roku 1903. Pokud jde o dobu platnosti smlouvy, nový článek III stanoví: „Dokud Spojené státy americké neopustí uvedenou námořní základnu Guantanámo…“.

### Kubánské odmítnutí pronájmu Guantanama
Roku 1959, po úspěchu Fidelem Castrem vedené kubánské revoluce, vyjádřili nejvyšší představitelé Kuby na mezinárodních fórech nesouhlas s další existencí americké základny na svém území. Od roku 1959 nepřijímá Kuba americké platby za pronájem základny, které americká vláda ukládá každoročně u švýcarské banky. Převzetím šeku by totiž potvrdila, že uznává platnost smlouvy z roku 1934. Kubánská ústava, schválená lidovým referendem v roce 1976, v kapitole I, článku 11 stanovila: „Republika Kuba odmítá a považuje za nelegální a nulitní smlouvy, dohody nebo koncese uzavřené za nerovnoprávných podmínek, jakož i ty, které neuznávají nebo omezují její suverenitu a územní celistvost.“ Podporu Kubě v tomto směru vyjádřila v závěrečné rezoluci např. i Konference nezúčastněných zemí v Alžíru a celá řada zemí v komuniké při vrcholných návštěvách. [zdroj?]
Guantánamská vojenská základna se měla stát cílem fingovaných teroristických útoků. [zdroj?] Plán této psychologické operace z roku 1962, který měl zmanipulovat americkou veřejnost pro vojenskou invazi na Kubu, ale nebyl schválen. [zdroj?]

## Údaje o námořní základně Guantánamo
| Rozloha    | 117,6 km². Z toho pevnina 49 km², moře 38,8 km², bažiny 29,4 km².                                                                          |
| Kapacita   | Za normální situace je na základně zhruba 7 tisíc příslušníků námořních sil USA.                                                           |
| Ohraničení | Kolem celé základny je postaven vysoký plot v celkové délce 28 km.                                                                         |
| Letiště    | Na základně jsou dvě letiště: McCall a Leward Point.                                                                                       |
| Přístav    | Zátoka Guantanámo je dostatečně hluboká pro lodě střední tonáže. Disponuje osmi přístavními moly, kde je možno odbavovat současně 40 lodí. |
| Pitná voda | Odsolovací zařízení má kapacitu zpracovat téměř 4 miliony litrů vody za 24 hodin.                                                          |

## Věznice

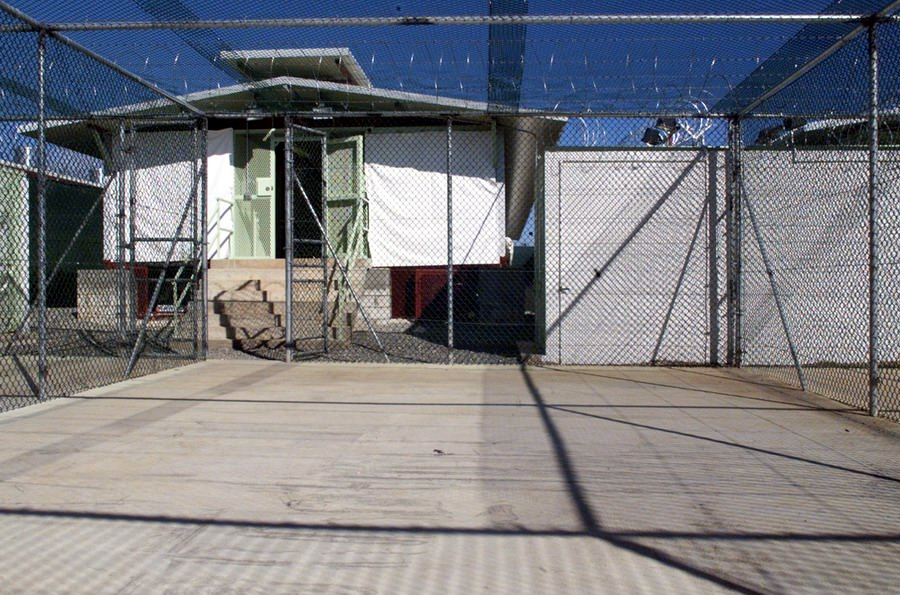
Camp delta ve věznici Guantánamo

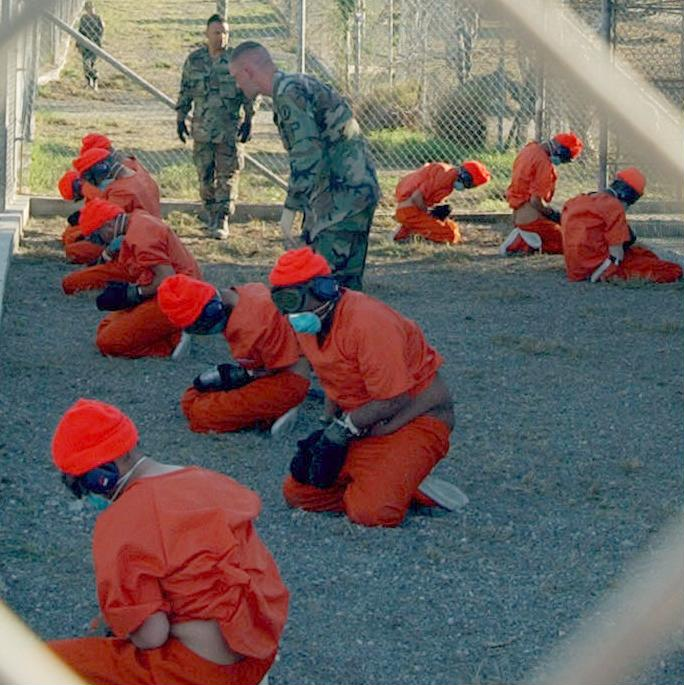
Vězni zajatí v Camp X-Ray na Guantánamu

V roce 2002 administrativa prezidenta USA George W. Bushe na základně zbudovala věznici Guantánamo dva internační tábory (Camp X-Ray a Camp Delta) pro osoby které byly označeny za „militantní bojovníky“ zadržené v Afghánistánu a Iráku, jimž americká vláda nechtěla poskytnout možnost využití právních prostředků amerického soudnictví.
Bushova administrativa až do 11. července 2006 zastávala stanovisko, že na tyto vězně se nevztahuje jakákoliv ochrana Ženevské konvence. Tehdejší ministr obrany, Donald Rumsfeld, rozšířil směrnici FM 34-52 Intelligence Interrogation o metodách výslechu o 16 technik klasifikovatelných jako forma mučení. V důsledku toho byli ve věznici zadržení i brutálně mučeni po řadu let pouze na základě podezření z terorismu, aniž by proti nim bylo vzneseno jakékoliv obvinění.
Dne 12. června 2008 Nejvyšší soud USA rozhodl, že i těmto vězňům přináleží právo obracet se na civilní soudy. Americký prezident Barack Obama 22. ledna 2009 nařídil zavřít vězení na základně, kde bylo tehdy podle agentury AFP 245 vězňů, ale realizaci toto rozhodnutí o 4 měsíce později ztížil americký senát, když na něj neschválil dodatečné finanční prostředky, a 7. ledna 2011 je efektivně znemožnil i sám Obama, podepsáním zákona Defense Authorization Bill, který zakazuje vydání vězňů do jiných zemí.
V dubnu 2011 zveřejnil server WikiLeaks tajné soubory týkajících se vězňů v základně Guantánamo.

### Podmínky
Ve zprávě Amnesty International z roku 2005, bylo zařízení nazváno „Gulag naší doby“, organizace označila situaci za „skandál lidských práv“ v sérii zpráv. Americká agentura IMAP dospěla v roce 2013 k závěru, že zdravotníci pracující s vojenskými a zpravodajskými službami „navrhovali a podíleli se na krutém, nelidském a ponižujícím zacházení a mučení zadržených osob“. Zacházení bylo v rozporu s World Medical Association a American Medical Association. Podle inspektorů Červeného kříže byly zadržené osoby mučeny, včetně odepření spánku, bití, hladovění a zamykání ve stísněných a studených buňkách.
V roce 2013 se více než stovka vězňů přidala ke hromadné hladovce. Pokud odmítli jíst devět jídel za sebou nebo jejich hmotnost klesla pod 85 procent ideální váhy, byli donuceni přijímat potravu násilím, sondou zavedenou nosem do žaludku.
Mauritánec Mohamedou Ould Slahi vydal v lednu 2015 knižně Deník z Guantánama (Guantánamo Diary), který dokončil v roce 2005. Slahi líčí, jak ho vyšetřovatelé bili, sexuálně zneužívali, připravovali o spánek, vystavovali ho zimě či jinak trýznili. Na Guantánamu byl vězněn už od roku 2002 i přes to, že nikdy nebyl odsouzen. V roce 2010 soud rozhodl, že proti němu neexistují důkazy a federální soudce nařídil jeho propuštění, vláda se ovšem odvolala. Slahi byl propuštěn 17. října 2016.

### Vězni
Od ledna 2002 bylo dopraveno na Guantánamo 780 lidí. Na vězně nemuselo být vzneseno jakékoliv obvinění. Odhaduje se, že 17 až 22 osob zde zadržených bylo mladších 18 let, bylo prohlášeno, že je to v rozporu s mezinárodním právem. Od roku 2002 zde zemřelo osm lidí, z toho šest spáchalo sebevraždu. Podle zprávy amerického Centra pro politiku a výzkum v roce 2006, nebyla většina zadržených osob přidružená s organizacemi na amerických teroristických seznamech.
Téměř 200 vězňů bylo propuštěno v polovině roku 2004, aniž by došlo k přezkoumání zda byli jedinci oprávněně drženi jako nepřátelští bojovníci. V červenci 2005 bylo z Guantánama propuštěno 242 zadržených osob, z toho 173 jich bylo propuštěno bez jakéhokoliv obvinění. 69 jich bylo převezeno do vazby vlád jiných zemí. Do května 2011 bylo propuštěno okolo 600 zadržovaných. K 7. lednu 2025 ve věznici zbývalo ještě 15 vězňů.